# Жак Касини
Жак Касини (фр. Jacques Cassini; Париска опсерваторија, 8. фебруар 1677 — Тири, 16. април 1756) био је француски астроном, син познатог италијанског астронома Ђованија Доменика Касинија.
Касини је рођен у Париској опсерваторији. Са седамнаест година примљен у Француску академију наука, 1696. године изабран је за члана Краљевског друштва у Лондону, а постао је maître des comptes (мајстор рачуна) 1706. године. Наследивши позицију свога оца у осперваторији 1712. године, извршио је мерење лука меридијана од Денкерка до Перпињана 1713. године, а своје резултате објавио је у делу названом Traité de la grandeur et de la figure de la terre (1720). Такође је написао Eléments d'astronomie (1740), а умро је у Тирију, близу Клермона.
Објавио је прву таблицу Сатурнових сателита 1716. године.